# 神照村
神照村（かみてるむら）は、滋賀県坂田郡にあった村。現在の長浜市中心部の北方一帯にあたる。

## 地理
- 湖沼：琵琶湖
- 河川：姉川、大井川

## 歴史
- 1889年（明治22年）4月1日 - 町村制の施行により、川崎村・山階村・口分田村・今村・保田村・橋本村・国友村・中沢村・下之郷村・小沢村・新庄馬場村・新庄寺村・新庄中村・南方村・八幡中山村・十里村・列見村・祇園村・相撲村・森村の区域をもって発足。
- 1943年（昭和18年）4月1日 - 長浜町・六荘村・南郷里村・北郷里村・西黒田村・神田村と合併して長浜市が発足。同日神照村廃止。

## 交通

### 鉄道路線
旧村域を鉄道省の北陸本線が通過したが、駅は所在しなかった。

### 道路
- 北国街道（現・国道8号）

現在は旧村域に北陸自動車道の長浜インターチェンジが所在するが、当時は未開通。